# Lewis and Clark National Wildlife Refuge
Lewis and Clark National Wildlife Refuge je rezervace nedaleko ústí řeky Columbie do Tichého oceánu, kde ochraňuje zimoviště pro 1 tisíc labutí malých, 5 tisíc hus a 30 tisíc kachen. Také se zde vyskytují bahňáci a orli bělohlaví.
Zdejší estuární vody poskytují životně důležité zdroje stravy pro dospívající lososy, kteří se zde zastavují v plavbě do oceánu, aby si zvykli na slanou vodu. Orli bělohlaví se zde vyskytují po celý rok a celá rezervace obsahuje 30 až 35 hnízdišť tohoto ceněného druhu.
Estuár využívají kromě lososů také jiné druhy ryb, jako jsou placka chutná, koruškovití, okouni, platýs hvězdnatý, sumci a mihule trojzubá. Za odlivu odpočívají ve zdejších mělčinách tuleni obecní, blíže k vodě loví ryby lachtani kalifornští. Mezi další obyvatele rezervace patří bobři, mývalové, mustely, norkové, ondatry pižmové a vydry severoamerické.